# Kambi
Kambi (gr. Καμπί) – wieś w Republice Cypryjskiej, w dystrykcie Nikozja. W 2011 roku liczyła 97 mieszkańców.